# Lapovo (wieś)
Lapovo (cyr. Лапово) – wieś w Serbii, w okręgu szumadijskim, w gminie Lapovo. W 2011 roku liczyła 694 mieszkańców.